# Lee Davis (arbitre)
Pour les articles homonymes, voir Lee Davis.
Lee Davis, né le 14 juillet 1970, est un arbitre trinidadien de football, qui officie depuis 2005, qui a été exclu de la FIFA en 2007 et en revient en 2010.

## Carrière
Il a officié dans une compétition majeure : 
- Gold Cup 2007 (1 match)